# Snarøya
Snarøya est une ancienne île de la commune de Bærum , dans le comté d'Akershus en Norvège.

## Description
Snarøya se trouve dans l'Oslofjord intérieur et était une île jusqu'à la première partie du XIXe siècle. Depuis, un petit isthme la relie à la zone vers Fornebu. Elle est maintenant une zone résidentielle de la municipalité de Bærum.

## Réserve naturelle
Juste au sud de Snarøya se trouvent deux îlots qui sont :
- La réserve naturelle de Møkkalassene [3]
- La réserve naturelle d'Ytre Vassholem [4]

## Galerie

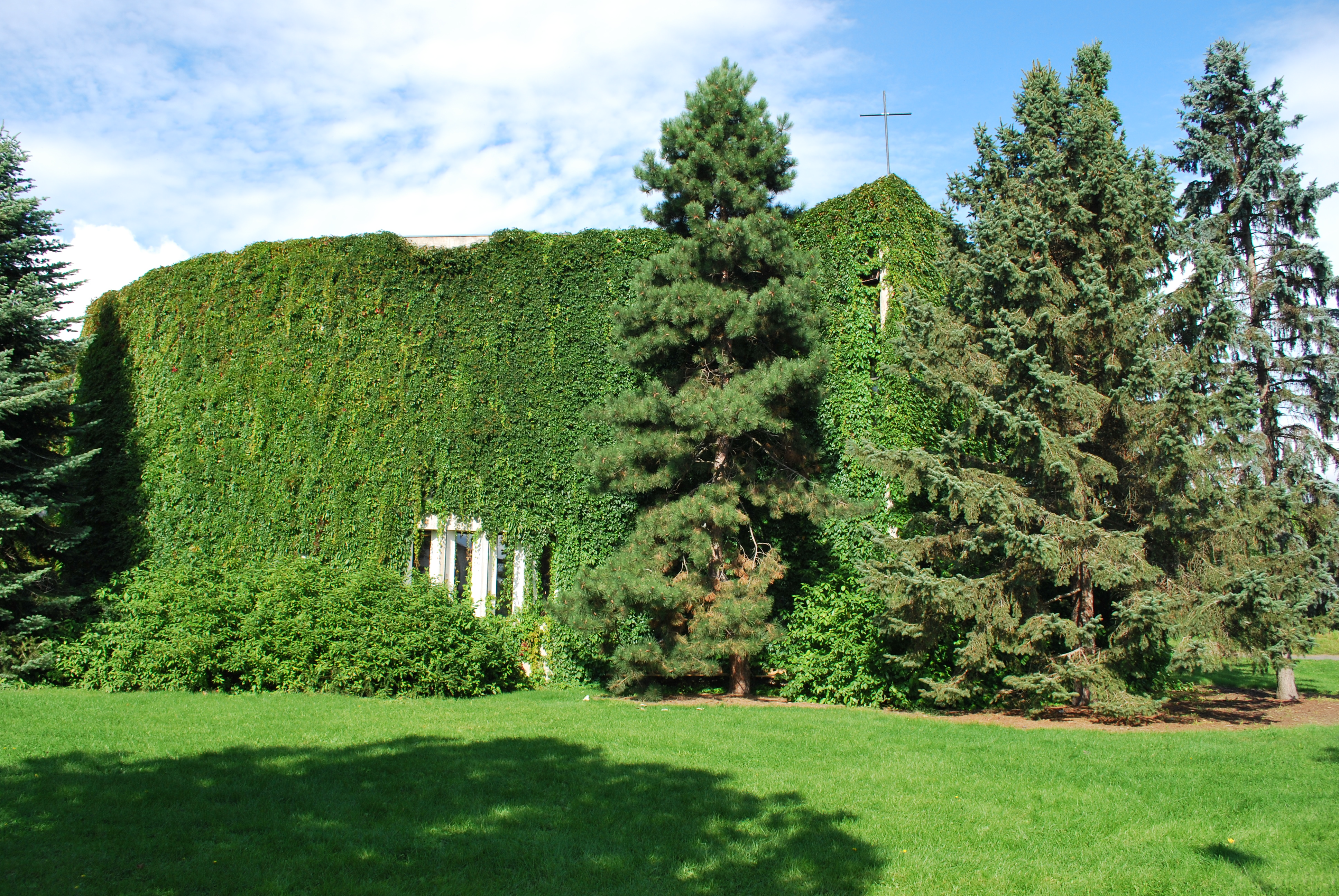
Eglise de Snarøya
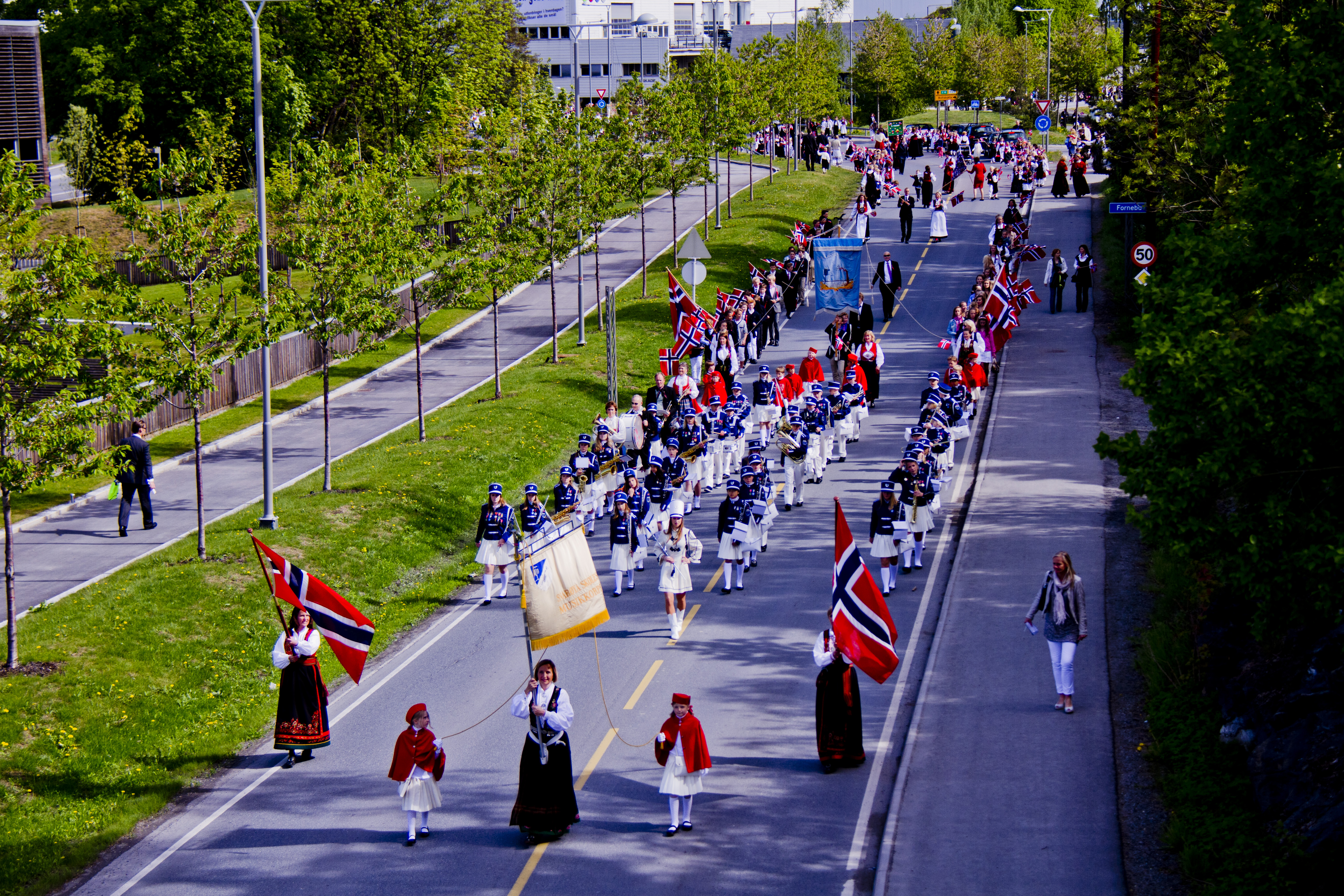
Fête nationale à Snarøya